# Гладколобый кайман
Гладколобый кайман (лат. Paleosuchus palpebrosus) — один из двух видов гладколобых кайманов.

## Описание
Гладколобый кайман — один из самых маленьких среди всех ныне живущих видов крокодилов. Длина самцов — до 210 см, самок — не более 150 см. Обычно они не вырастают крупнее 160 см и весят менее 20 кг.
Отличительная черта этого вида кайманов — карие глаза с вертикальным чёрным зрачком. Иногда глаза могут быть золотисто-жёлтыми. Очень редко у родственников крокодилов можно встретить такой цвет глаз.

## Ареал и места обитания
Ареал — Амазонская низменность и север Южной Америки вплоть до Карибского побережья. Кайманы предпочитают мелководные участки со сравнительно быстрым течением, но могут переносить и стоячую, глубокую воду. Также встречается в затопленных лесах.

## Фото

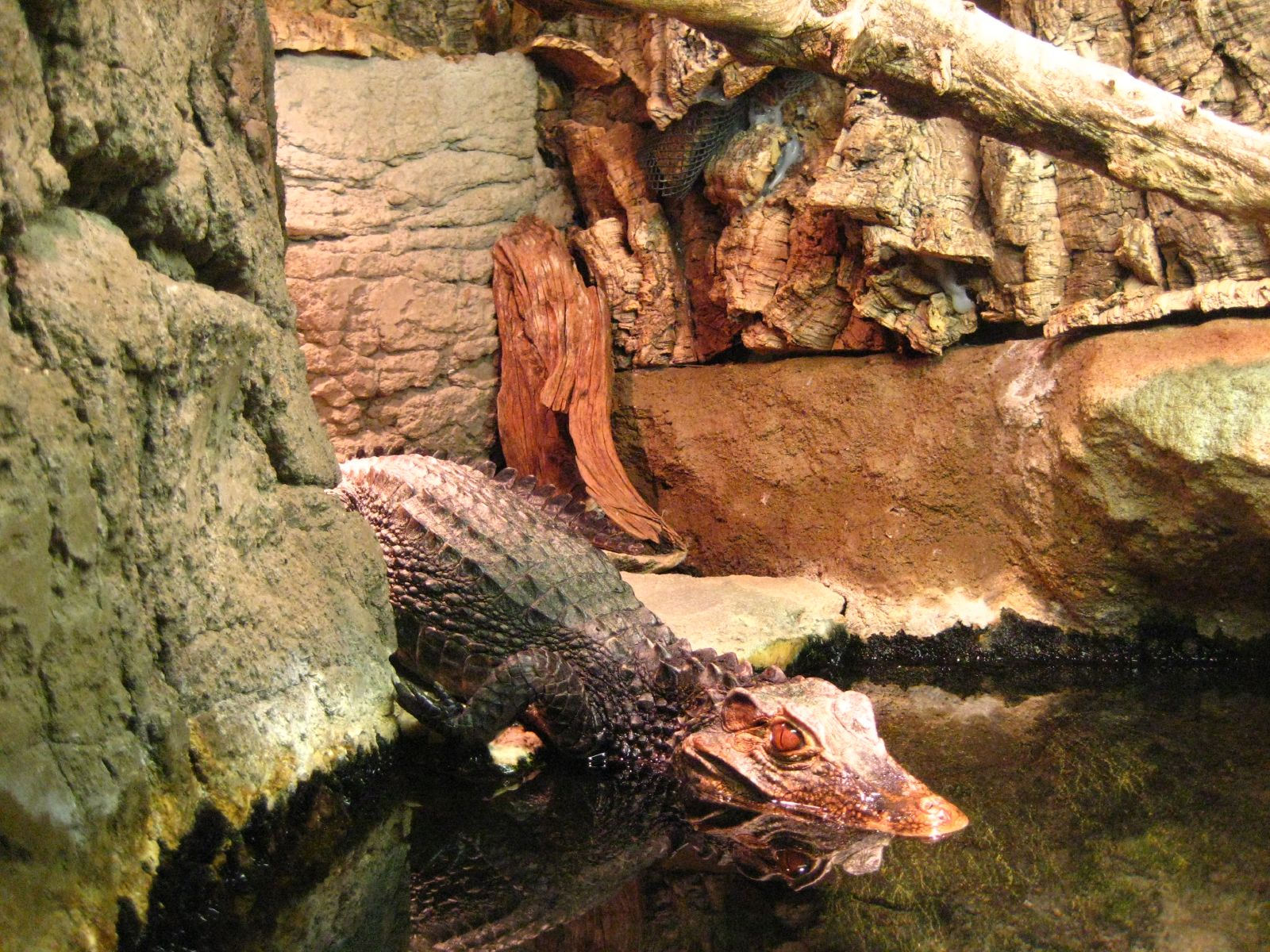
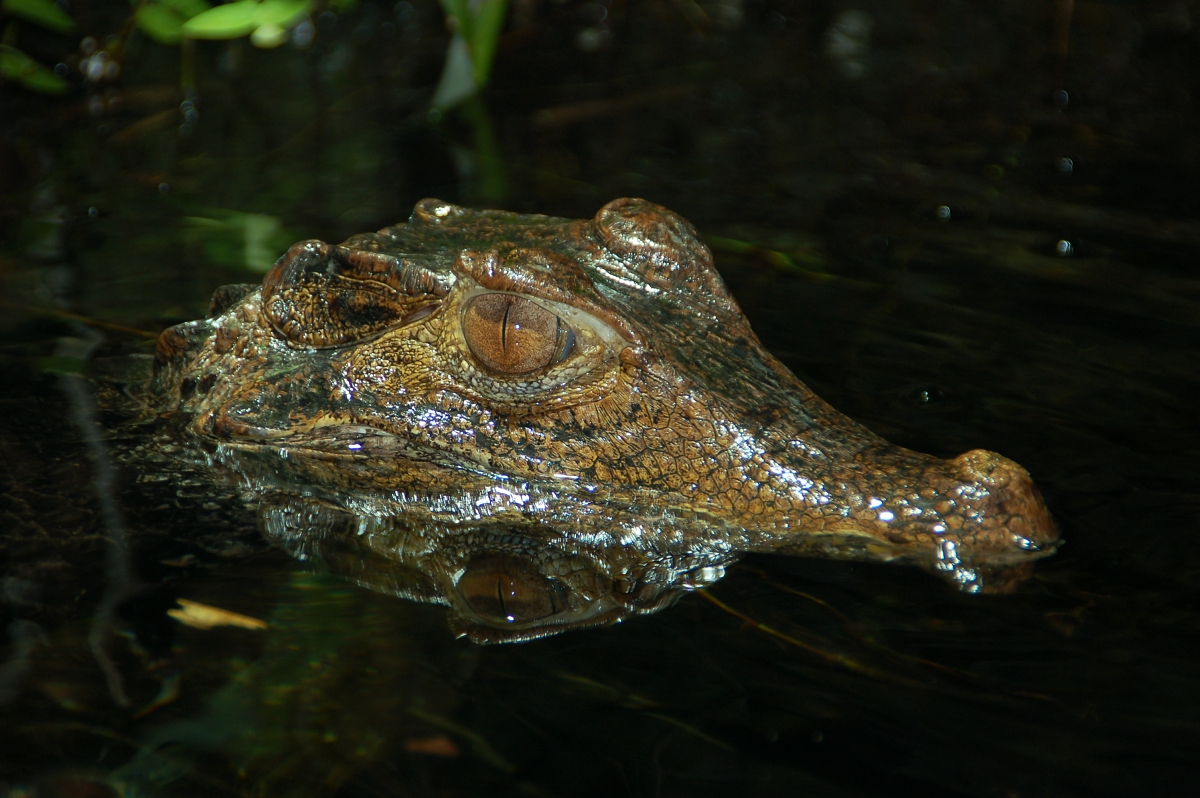
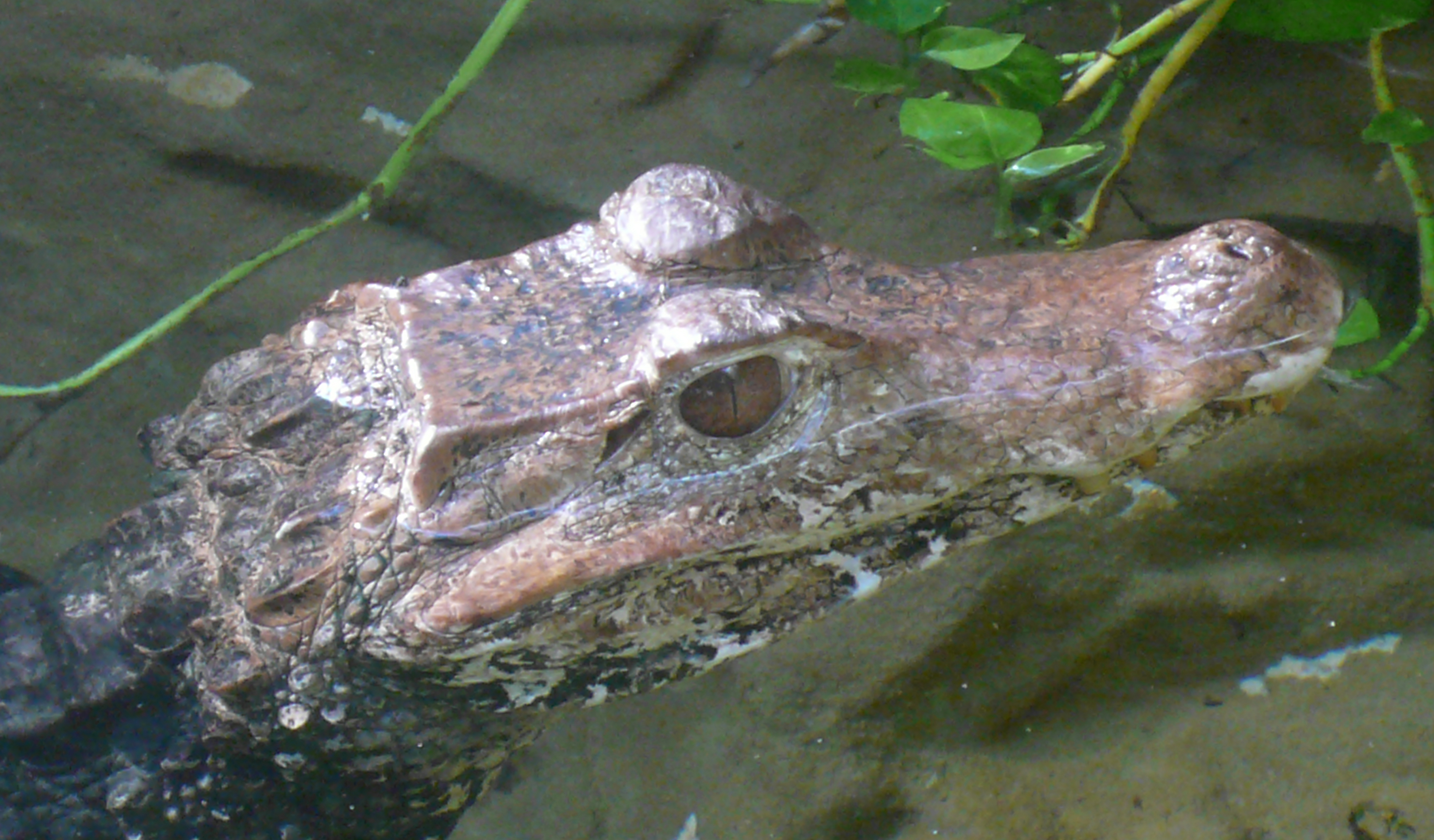
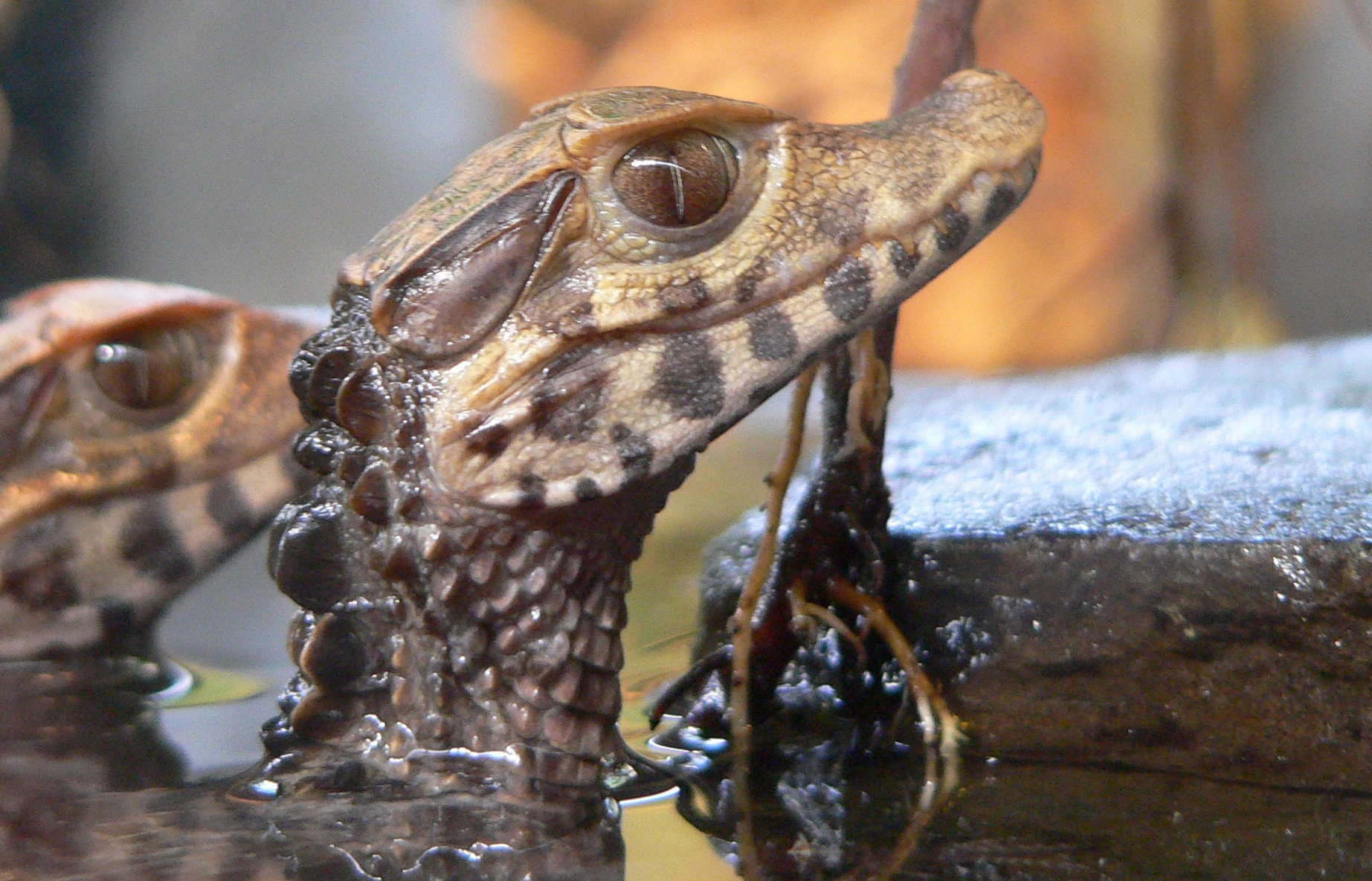
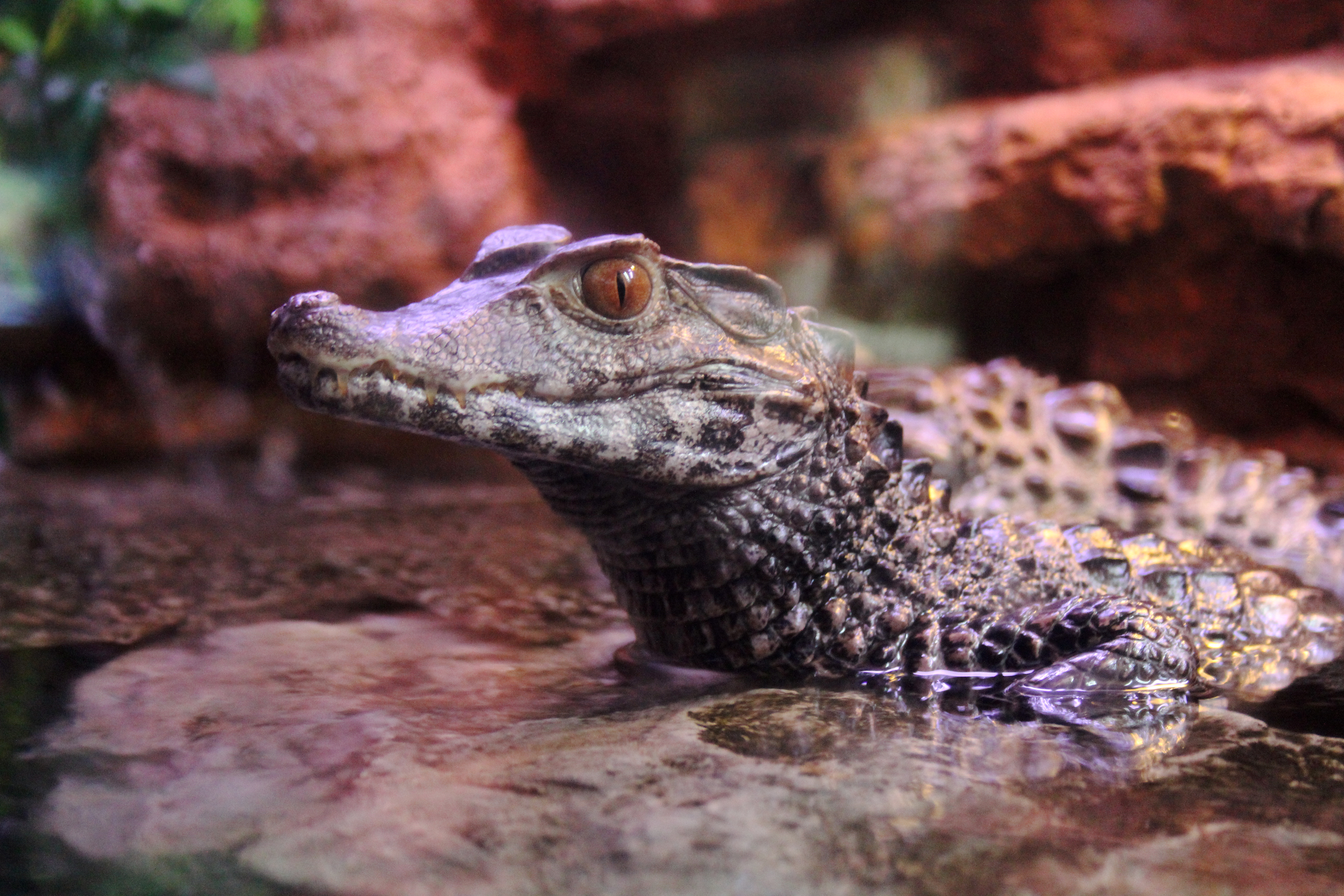
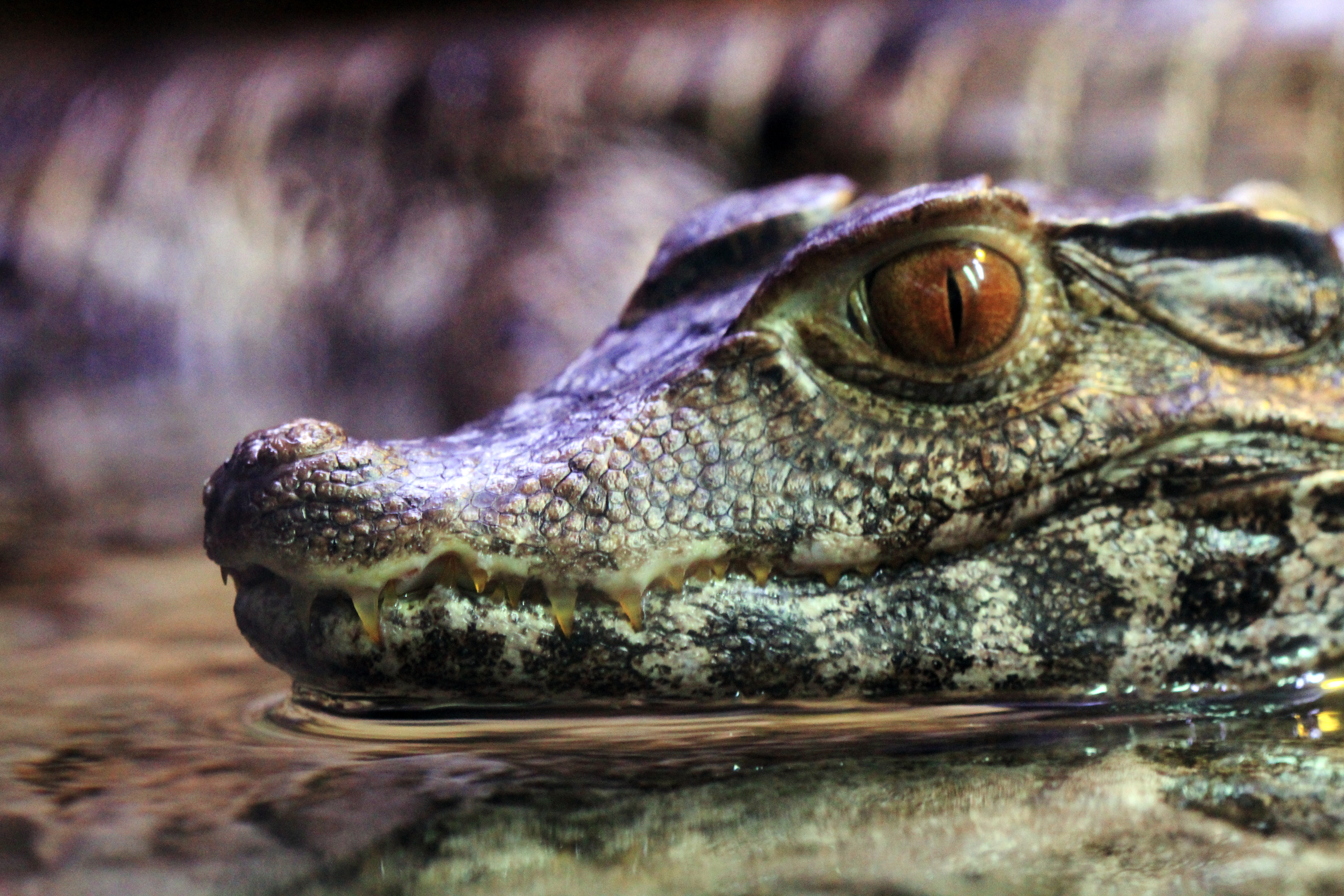
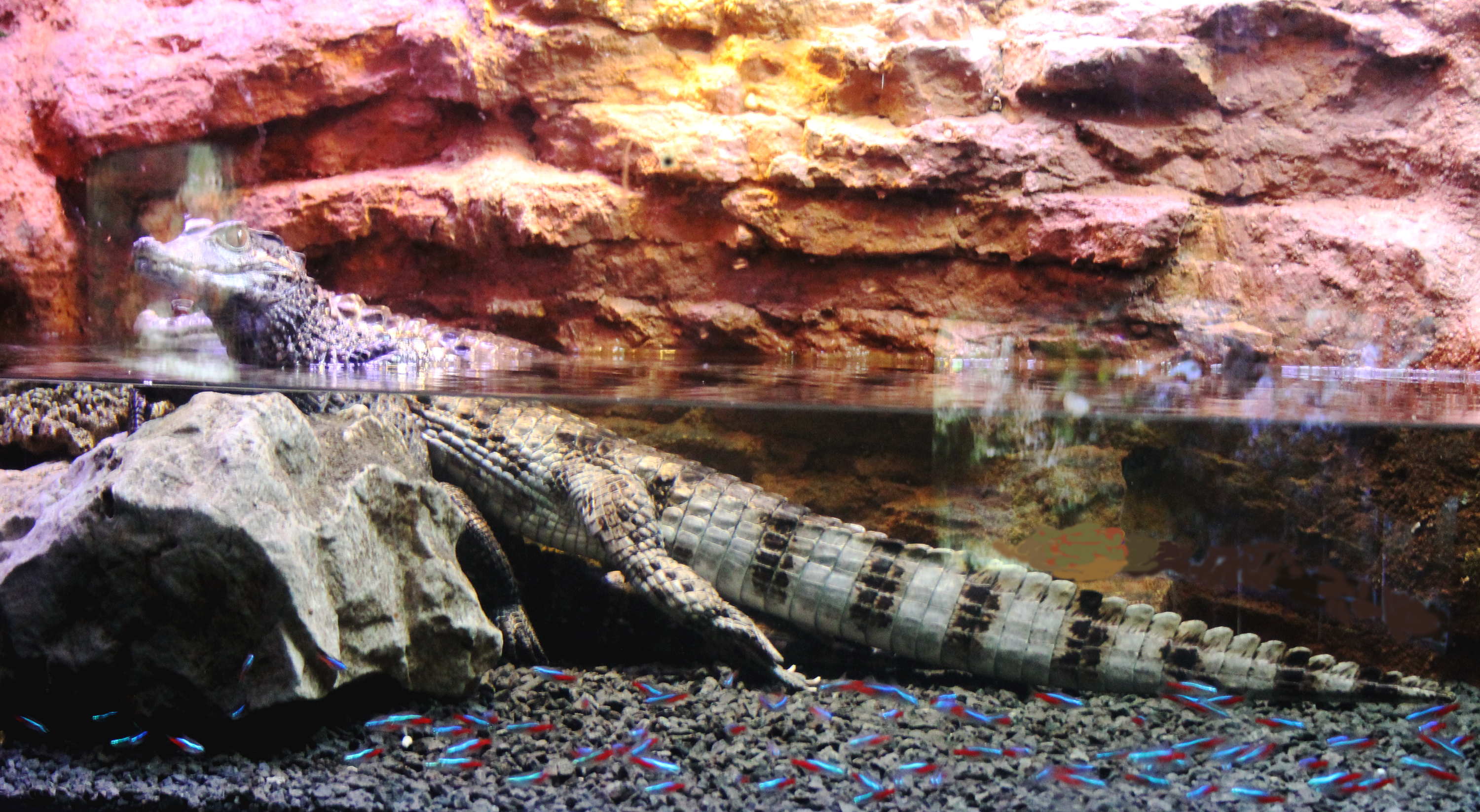